# Мајевички корпус ЈВуО
Мајевички корпус (Горски штаб 124) је био корпус Југословенске војске у Отаџбини који је обухватао срез Брчко, Бијељина, Тузла и Зворник током Другог свјетског рата. Командант корпуса био је капетан мајор Стеван Дамјановић Леко. Бројно стање корпуса било је око 6.000 бораца, 1943. године.

## Састав корпуса
- Комадант: мајор Стеван Дамјановић Леко
- Помоћник команданта: војвода мајевички Радивоје Керовић
- Корпусни свештеник: отац Стево Тодоровић

### Бригаде
- Мајевичка летећа, командант поручник Милан Марић
- Семберска, командант поручник Јеремија Лазић
- Подрињска, командант поручник Милан Остојић
- Пожарничка, или Тузланска, командант п.поручник Милош Еркић
- Брчанска, командант наредник Марко Лугоњић
- Бијељинска, командант поручник Андрија Ристовић